# Bảo tàng Vùng Zawkrzeńska ở Mława
Bảo tàng Vùng Zawkrzeńska ở Mława (tiếng Ba Lan: Muzeum Ziemi Zawkrzeńskiej w Mławie) là một bảo tàng tọa lạc tại số 5 Phố 3 tháng 5, Mława, Ba Lan.

## Lược sử hình thành
Bảo tàng đầu tiên ở Mława là Bảo tàng Thành phố Khu vực, được thành lập vào năm 1929. Bảo tàng ra đời là kết quả của Triển lãm Mazury được tổ chức ba năm trước đó. Bảo tàng này mở cửa cho đến tháng 9 năm 1939 thì ngừng hoạt động vì các bộ sưu tập của Bảo tàng bị đánh cắp đưa đến Królewiec.
Một bảo tàng khác được thành lập vào năm 1963 nhờ nỗ lực của Hội những người yêu thích Vùng Mława. Hai năm sau, Bảo tàng được quốc hữu hóa. Trong giai đoạn 1978–1980, nhờ được cải tạo và mở rộng nên diện tích sử dụng của trụ sở tăng lên đáng kể.

## Triển lãm

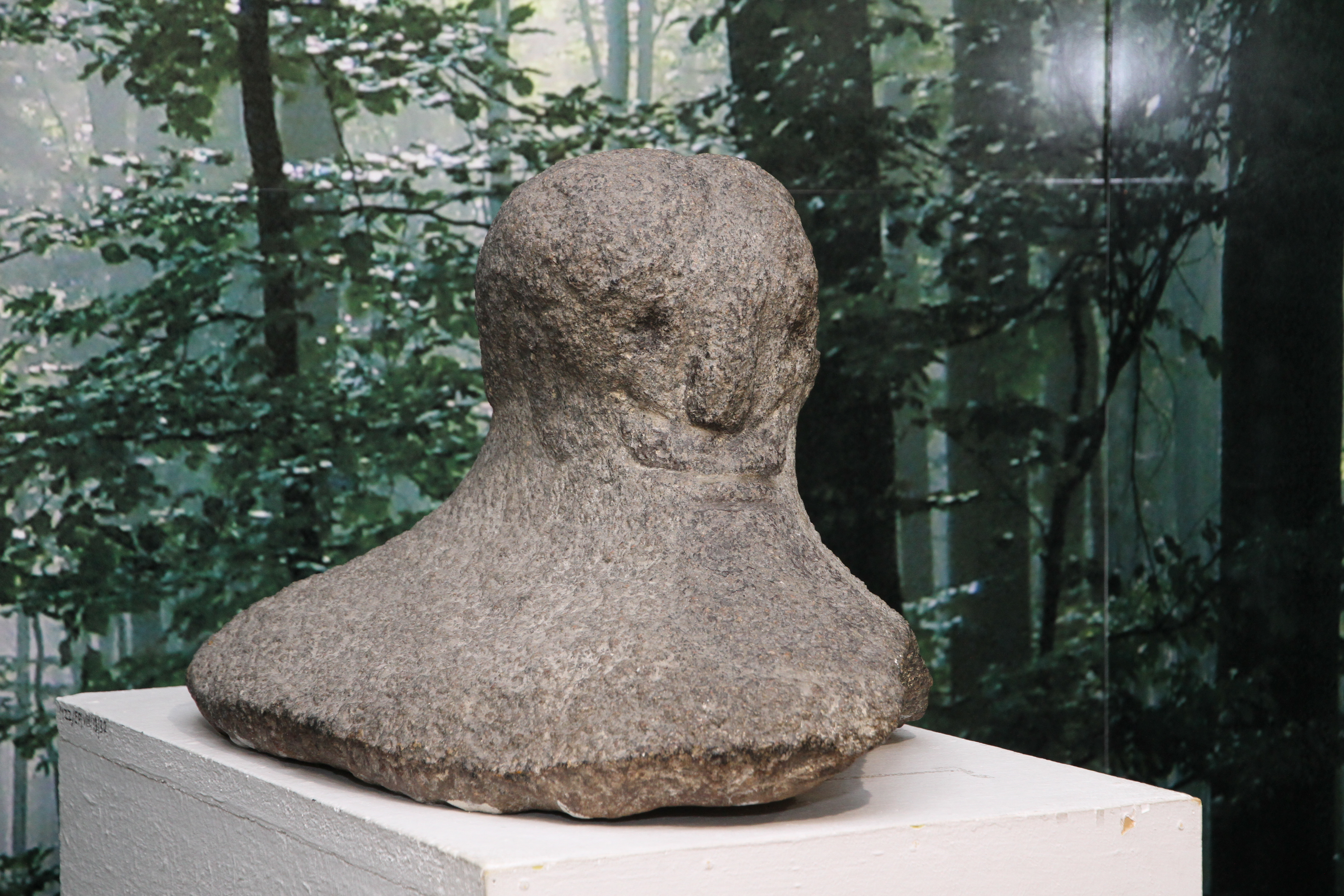
Triển lãm trong Bảo tàng

Bộ sưu tập của Bảo tàng Vùng Zawkrzeńska ở Mława hiện đang bao gồm các triển lãm sau:
- địa điểm khảo cổ: trưng bày hiện vật từ các cuộc khai quật, có hiện vật có niên đại đến khoảng hai nghìn năm
- lịch sử: giới thiệu các bộ sưu tập liên quan đến lịch sử của thành phố và khu vực từ thế kỷ 16 đến Chiến tranh thế giới thứ hai.
- nghệ thuật: trưng bày các bức tranh của Wojciech Piechowski và các nghệ sĩ cùng thời
- tự nhiên: triển lãm hóa thạch và các mẫu động vật hiện đại (côn trùng, chim, động vật có vú)
- Hội trường Giáo hoàng: trưng bày các kỷ vật của Giáo hoàng Gioan Phao-lô II.

## Giờ mở cửa
Bảo tàng Vùng Zawkrzeńska ở Mława hoạt động quanh năm, mở cửa tất cả các ngày trong tuần trừ Chủ nhật và thứ Hai. Khách tham quan phải trả phí vào cửa.